# Acinonyx aicha
Acinonyx aicha  (лат.) — вид вымерших гепардов, обитавший на территории Африки. Ископаемые остатки датируются возрастом около 2,5 млн лет.
Относится к примитивным представителям рода с набором примитивных морфологических черт. Обладал удалённо расположенным, относительно ротового отверстия, протоконусом (бугорок на мезиально-лингвальной части коронки верхних моляров) на верхних молярах (коренных зубах), хотя в целом протоконус был редуцирован гораздо больше, чем у Acinonyx kurteni. Данный факт доказывает, что редукция размеров протоконуса и его смещение назад являются двумя отдельными событиями в эволюции гепардов.